# Buck Johnson
Alfonso Johnson jr., detto Buck (Birmingham, 3 gennaio 1964), è un cestista statunitense, professionista nella NBA e in Europa.

## Carriera
È stato selezionato dagli Houston Rockets al primo giro del Draft NBA 1986 (20ª scelta assoluta).

## Statistiche

### College
| Anno      | Squadra            | PG  | PT  | MP   | TC%  | 3P% | TL%  | RP  | AP  | PRP | SP  | PP   |
| --------- | ------------------ | --- | --- | ---- | ---- | --- | ---- | --- | --- | --- | --- | ---- |
| 1982-1983 | Alabama Crim. Tide | 32  | 19  | 26,1 | 47,9 | -   | 63,6 | 4,5 | 1,0 | 0,9 | 0,7 | 8,3  |
| 1983-1984 | Alabama Crim. Tide | 28  | 28  | 37,2 | 51,4 | -   | 73,0 | 8,5 | 1,4 | 1,2 | 0,9 | 17,0 |
| 1984-1985 | Alabama Crim. Tide | 33  | 33  | 35,5 | 56,0 | -   | 71,2 | 9,4 | 1,5 | 0,9 | 0,9 | 16,0 |
| 1985-1986 | Alabama Crim. Tide | 29  | 29  | 37,3 | 57,7 | -   | 83,2 | 8,3 | 1,4 | 1,0 | 1,3 | 20,7 |
| Carriera  | Carriera           | 122 | 109 | 33,9 | 54,0 | -   | 73,9 | 7,6 | 1,3 | 1,0 | 0,9 | 15,3 |

### NBA

#### Regular Season
| Anno      | Squadra            | PG  | PT  | MP   | TC%  | 3P%  | TL%  | RP  | AP  | PRP | SP  | PP   |
| --------- | ------------------ | --- | --- | ---- | ---- | ---- | ---- | --- | --- | --- | --- | ---- |
| 1986-1987 | Houston Rockets    | 60  | 3   | 8,7  | 46,8 | 0,0  | 69,0 | 1,5 | 0,7 | 0,3 | 0,3 | 3,8  |
| 1987-1988 | Houston Rockets    | 70  | 2   | 12,6 | 52,0 | 12,5 | 73,6 | 2,4 | 0,7 | 0,4 | 0,4 | 5,4  |
| 1988-1989 | Houston Rockets    | 67  | 51  | 27,6 | 52,4 | 11,1 | 75,4 | 4,3 | 1,9 | 1,0 | 0,5 | 9,6  |
| 1989-1990 | Houston Rockets    | 82  | 82  | 34,5 | 49,5 | 11,8 | 75,9 | 4,6 | 3,1 | 1,3 | 0,8 | 14,8 |
| 1990-1991 | Houston Rockets    | 73  | 70  | 31,2 | 47,7 | 13,3 | 72,7 | 4,5 | 1,9 | 1,1 | 0,6 | 13,6 |
| 1991-1992 | Houston Rockets    | 80  | 69  | 27,5 | 45,8 | 11,1 | 72,7 | 3,9 | 2,0 | 0,9 | 0,6 | 8,6  |
| 1992-1993 | Washington Bullets | 73  | 19  | 17,6 | 47,9 | 0,0  | 73,0 | 2,7 | 1,2 | 0,5 | 0,2 | 6,5  |
| Carriera  | Carriera           | 505 | 296 | 23,5 | 48,8 | 11,3 | 73,8 | 3,5 | 1,7 | 0,8 | 0,5 | 9,1  |

#### Playoffs
| Anno     | Squadra         | PG | PT | MP   | TC%  | 3P% | TL%  | RP  | AP  | PRP | SP  | PP   |
| -------- | --------------- | -- | -- | ---- | ---- | --- | ---- | --- | --- | --- | --- | ---- |
| 1987     | Houston Rockets | 5  | 0  | 2,0  | 33,3 | -   | -    | 0,0 | 0,0 | 0,0 | 0,0 | 0,8  |
| 1988     | Houston Rockets | 4  | 0  | 5,0  | 66,7 | -   | 50,0 | 1,0 | 0,0 | 0,3 | 0,0 | 1,3  |
| 1989     | Houston Rockets | 4  | 4  | 29,5 | 47,5 | 0,0 | 57,1 | 3,8 | 3,3 | 0,8 | 0,5 | 11,5 |
| 1990     | Houston Rockets | 4  | 4  | 37,0 | 41,7 | 0,0 | 84,6 | 4,0 | 2,3 | 1,5 | 0,5 | 12,8 |
| 1991     | Houston Rockets | 3  | 3  | 28,7 | 35,7 | -   | 100  | 4,7 | 2,7 | 0,7 | 0,3 | 8,0  |
| Carriera | Carriera        | 20 | 11 | 19,1 | 42,4 | 0,0 | 72,7 | 2,5 | 1,5 | 0,6 | 0,3 | 6,5  |

## Palmarès

### Squadra
- Campionato israeliano: 1

Maccabi Tel Aviv: 1996-97

### Individuale
- McDonald's All-American Game (1982)